# Tabanus limbithorax
Tabanus limbithorax är en tvåvingeart som först beskrevs av Macquart 1855.  Tabanus limbithorax ingår i släktet Tabanus och familjen bromsar. Inga underarter finns listade i Catalogue of Life.